# Milen Starke
Milen Starke (* 16. August 1990 in Erfurt als Milen Volkmar) ist eine deutsche politische Beamtin (parteilos) und Unternehmerin. Seit 2025 ist sie Staatssekretärin im Thüringer Ministerium für Digitales und Infrastruktur. Zuvor war sie von 2018 bis 2025 geschäftsführende Gesellschafterin des Softwareentwicklers Q-SOFT GmbH.

## Werdegang

### Ausbildung
2010 legte Starke das International Baccalaureate an der Thuringia International School in Weimar ab. Sie absolvierte ein Management-Studium und machte zwei Bachelorabschlüsse in International Business Studies an der Tongji-Universität in Shanghai und der EBS Universität für Wirtschaft und Recht in Oestrich-Winkel sowie einen Master of Science in Business an der WHU – Otto Beisheim School of Management in Vallendar.

### Unternehmerische Tätigkeit
2015 trat sie als Vertriebsleiterin in die von ihrem Vater gegründete Softwarefirma Q-SOFT GmbH in Erfurt ein. Nach einer schweren Erkrankung ihres Vaters übernahm sie 2018 die Geschäftsführung des Unternehmens, das hauptsächlich Softwarelösungen für die Abfallwirtschaft und die IT-Sicherheit entwickelt. 2021 gründete sie zudem das Beratungsunternehmen PIA. Consulting GmbH. 2022 wurde sie vom Verband deutscher Unternehmerinnen als Thüringer Unternehmerin des Jahres ausgezeichnet.

### Politische Tätigkeit
2024 kandidierte Milen Starke erfolglos auf der Liste der CDU für den Erfurter Stadtrat. Am 16. Juni 2025 wurde sie zur Staatssekretärin im Thüringer Ministerium für Digitales und Infrastruktur ernannt. Zudem ist sie CIO und CDO des Freistaates Thüringen.

### Ehrenämter
Milen Starke bekleidete vor ihrer Ernennung zur Staatssekretärin verschiedene Ehrenämter in Thüringen. Unter anderem war sie Vorstandsvorsitzende von ITnet Thüringen e.V. und Vorsitzende der Arbeitgeberbank des Berufsbildungsauschusses der IHK Erfurt. Zudem war sie Beiratsmitglied des Thüringer Wasser-Innovationsclusters. Von Mai 2024 bis Mai 2025 war sie Bundesvorständin im Verband der Unternehmerinnen in Deutschland e.V.

## Veröffentlichungen
- mit Christina Berger: Waste Management 4.0: Bedarfsgerechte Entsorgung, in: Chirine Etezadzadeh (Hrsg.): Smart City – Made in Germany, Wiesbaden 2020, ISBN 978-3-658-27231-9